# Copa Libertadores 2008
Navigation
Édition précédente Édition suivante
La Copa Libertadores 2008 est la 49e édition de la Copa Libertadores. Le club vainqueur de la compétition est désigné champion d'Amérique du Sud 2008 et dispute la Coupe du monde des clubs 2008 et la Recopa Sudamericana 2009.
C'est le club équatorien du LDU Quito qui s'impose cette année après avoir battu les Brésliens de Fluminense à l'issue de la séance des tirs au but, les deux équipes n'ayant pu se départager après les deux manches de la finale. La victoire du LDU est une véritable performance, à plusieurs niveaux. Tout d'abord, c'est la première victoire d'un club équatorien dans la compétition, le meilleur résultat obtenu jusqu'alors est une place de finaliste, atteinte à deux reprises par le Barcelona SC. Cette édition est également marquée par une nouvelle domination des formations argentines et brésiliennes, qui placent dix représentants en huitième de finale. Enfin, l'exploit du gardien de la LDU, José Cevallos est à souligner puisque le portier de la sélection équatorienne détourne trois des quatre tirs au but tentés par Fluminense, éclipsant l'autre héros de la finale, l'attaquant Thiago Neves, auteur de quatre buts, dont un triplé lors du match retour. Deux joueurs se partagent le titre de meilleur buteur de la compétition avec neuf buts inscrits : le Bolivien Marcelo Martins et le Paraguayen Salvador Cabañas, qui est sacré pour la deuxième année consécutive.
Le format de la compétition reste identique à celui mis en place en 2005. Un tour préliminaire opposant une équipe de chaque fédération (sauf la fédération du tenant du titre qui doit engager deux équipes dans ce tour préliminaire) permet aux six qualifiés de rejoindre la phase de groupes. Celle-ci se dispute à présent sous la forme de huit poules de quatre équipes. Les deux premiers de chaque groupe se qualifient pour la phase finale, qui est elle jouée en matchs aller-retour à élimination directe. La règle des buts marqués à l'extérieur en cas d'égalité sur les deux rencontres est appliquée pour cette édition, excepté pour la finale.

## Clubs engagés
| Premier tour | Premier tour | Premier tour | Premier tour | Premier tour | Premier tour | Premier tour | Premier tour | Premier tour | Premier tour | Premier tour | Premier tour | Premier tour | Premier tour | Premier tour | Premier tour |
| --- | --- | --- | --- | --- | --- | --- | --- | --- | --- | --- | --- | --- | --- | --- | --- |
| - Club Atlético Boca Juniors - Tenant du titre - Estudiantes de La Plata - Vainqueur du tournoi Ouverture 2006 - Club Atlético San Lorenzo de Almagro - Vainqueur du tournoi Clôture 2007 - Club Atlético River Plate - 1er au classement cumulé 2006-2007 - Club Bamin Real Potosí - Vainqueur du Tournoi Ouverture 2007 - Club Deportivo San José - Vainqueur du Tournoi Clôture 2007 - São Paulo Futebol Clube - Champion du Brésil 2007 - Fluminense Football Club - Vainqueur de la Copa do Brasil 2007 - Santos Futebol Clube - 2e du championnat du Brésil 2007 - Clube de Regatas do Flamengo - 3e du championnat du Brésil 2007 - Club Social y Deportivo Colo-Colo - Vainqueur des tournois d'ouverture 2007 et de clôture 2007 - Club Deportivo Universidad Católica - Finaliste du tournoi Clôture 2007 - Corporación Deportiva Club Atlético Nacional - Vainqueur des tournois d'ouverture 2007 et clôture 2007 | - Club Atlético Boca Juniors - Tenant du titre - Estudiantes de La Plata - Vainqueur du tournoi Ouverture 2006 - Club Atlético San Lorenzo de Almagro - Vainqueur du tournoi Clôture 2007 - Club Atlético River Plate - 1er au classement cumulé 2006-2007 - Club Bamin Real Potosí - Vainqueur du Tournoi Ouverture 2007 - Club Deportivo San José - Vainqueur du Tournoi Clôture 2007 - São Paulo Futebol Clube - Champion du Brésil 2007 - Fluminense Football Club - Vainqueur de la Copa do Brasil 2007 - Santos Futebol Clube - 2e du championnat du Brésil 2007 - Clube de Regatas do Flamengo - 3e du championnat du Brésil 2007 - Club Social y Deportivo Colo-Colo - Vainqueur des tournois d'ouverture 2007 et de clôture 2007 - Club Deportivo Universidad Católica - Finaliste du tournoi Clôture 2007 - Corporación Deportiva Club Atlético Nacional - Vainqueur des tournois d'ouverture 2007 et clôture 2007 | - Club Atlético Boca Juniors - Tenant du titre - Estudiantes de La Plata - Vainqueur du tournoi Ouverture 2006 - Club Atlético San Lorenzo de Almagro - Vainqueur du tournoi Clôture 2007 - Club Atlético River Plate - 1er au classement cumulé 2006-2007 - Club Bamin Real Potosí - Vainqueur du Tournoi Ouverture 2007 - Club Deportivo San José - Vainqueur du Tournoi Clôture 2007 - São Paulo Futebol Clube - Champion du Brésil 2007 - Fluminense Football Club - Vainqueur de la Copa do Brasil 2007 - Santos Futebol Clube - 2e du championnat du Brésil 2007 - Clube de Regatas do Flamengo - 3e du championnat du Brésil 2007 - Club Social y Deportivo Colo-Colo - Vainqueur des tournois d'ouverture 2007 et de clôture 2007 - Club Deportivo Universidad Católica - Finaliste du tournoi Clôture 2007 - Corporación Deportiva Club Atlético Nacional - Vainqueur des tournois d'ouverture 2007 et clôture 2007 | - Club Atlético Boca Juniors - Tenant du titre - Estudiantes de La Plata - Vainqueur du tournoi Ouverture 2006 - Club Atlético San Lorenzo de Almagro - Vainqueur du tournoi Clôture 2007 - Club Atlético River Plate - 1er au classement cumulé 2006-2007 - Club Bamin Real Potosí - Vainqueur du Tournoi Ouverture 2007 - Club Deportivo San José - Vainqueur du Tournoi Clôture 2007 - São Paulo Futebol Clube - Champion du Brésil 2007 - Fluminense Football Club - Vainqueur de la Copa do Brasil 2007 - Santos Futebol Clube - 2e du championnat du Brésil 2007 - Clube de Regatas do Flamengo - 3e du championnat du Brésil 2007 - Club Social y Deportivo Colo-Colo - Vainqueur des tournois d'ouverture 2007 et de clôture 2007 - Club Deportivo Universidad Católica - Finaliste du tournoi Clôture 2007 - Corporación Deportiva Club Atlético Nacional - Vainqueur des tournois d'ouverture 2007 et clôture 2007 | - Club Atlético Boca Juniors - Tenant du titre - Estudiantes de La Plata - Vainqueur du tournoi Ouverture 2006 - Club Atlético San Lorenzo de Almagro - Vainqueur du tournoi Clôture 2007 - Club Atlético River Plate - 1er au classement cumulé 2006-2007 - Club Bamin Real Potosí - Vainqueur du Tournoi Ouverture 2007 - Club Deportivo San José - Vainqueur du Tournoi Clôture 2007 - São Paulo Futebol Clube - Champion du Brésil 2007 - Fluminense Football Club - Vainqueur de la Copa do Brasil 2007 - Santos Futebol Clube - 2e du championnat du Brésil 2007 - Clube de Regatas do Flamengo - 3e du championnat du Brésil 2007 - Club Social y Deportivo Colo-Colo - Vainqueur des tournois d'ouverture 2007 et de clôture 2007 - Club Deportivo Universidad Católica - Finaliste du tournoi Clôture 2007 - Corporación Deportiva Club Atlético Nacional - Vainqueur des tournois d'ouverture 2007 et clôture 2007 | - Club Atlético Boca Juniors - Tenant du titre - Estudiantes de La Plata - Vainqueur du tournoi Ouverture 2006 - Club Atlético San Lorenzo de Almagro - Vainqueur du tournoi Clôture 2007 - Club Atlético River Plate - 1er au classement cumulé 2006-2007 - Club Bamin Real Potosí - Vainqueur du Tournoi Ouverture 2007 - Club Deportivo San José - Vainqueur du Tournoi Clôture 2007 - São Paulo Futebol Clube - Champion du Brésil 2007 - Fluminense Football Club - Vainqueur de la Copa do Brasil 2007 - Santos Futebol Clube - 2e du championnat du Brésil 2007 - Clube de Regatas do Flamengo - 3e du championnat du Brésil 2007 - Club Social y Deportivo Colo-Colo - Vainqueur des tournois d'ouverture 2007 et de clôture 2007 - Club Deportivo Universidad Católica - Finaliste du tournoi Clôture 2007 - Corporación Deportiva Club Atlético Nacional - Vainqueur des tournois d'ouverture 2007 et clôture 2007 | - Club Atlético Boca Juniors - Tenant du titre - Estudiantes de La Plata - Vainqueur du tournoi Ouverture 2006 - Club Atlético San Lorenzo de Almagro - Vainqueur du tournoi Clôture 2007 - Club Atlético River Plate - 1er au classement cumulé 2006-2007 - Club Bamin Real Potosí - Vainqueur du Tournoi Ouverture 2007 - Club Deportivo San José - Vainqueur du Tournoi Clôture 2007 - São Paulo Futebol Clube - Champion du Brésil 2007 - Fluminense Football Club - Vainqueur de la Copa do Brasil 2007 - Santos Futebol Clube - 2e du championnat du Brésil 2007 - Clube de Regatas do Flamengo - 3e du championnat du Brésil 2007 - Club Social y Deportivo Colo-Colo - Vainqueur des tournois d'ouverture 2007 et de clôture 2007 - Club Deportivo Universidad Católica - Finaliste du tournoi Clôture 2007 - Corporación Deportiva Club Atlético Nacional - Vainqueur des tournois d'ouverture 2007 et clôture 2007 | - Club Atlético Boca Juniors - Tenant du titre - Estudiantes de La Plata - Vainqueur du tournoi Ouverture 2006 - Club Atlético San Lorenzo de Almagro - Vainqueur du tournoi Clôture 2007 - Club Atlético River Plate - 1er au classement cumulé 2006-2007 - Club Bamin Real Potosí - Vainqueur du Tournoi Ouverture 2007 - Club Deportivo San José - Vainqueur du Tournoi Clôture 2007 - São Paulo Futebol Clube - Champion du Brésil 2007 - Fluminense Football Club - Vainqueur de la Copa do Brasil 2007 - Santos Futebol Clube - 2e du championnat du Brésil 2007 - Clube de Regatas do Flamengo - 3e du championnat du Brésil 2007 - Club Social y Deportivo Colo-Colo - Vainqueur des tournois d'ouverture 2007 et de clôture 2007 - Club Deportivo Universidad Católica - Finaliste du tournoi Clôture 2007 - Corporación Deportiva Club Atlético Nacional - Vainqueur des tournois d'ouverture 2007 et clôture 2007 | - Cúcuta Deportivo - 1er au classement cumulé 2007 - Liga Deportiva Universitaria de Quito - Champion d'Équateur 2007 - Club Deportivo Cuenca - Vice-champion d'Équateur 2007 - Chivas de Guadalajara - Vainqueur du tournoi Ouverture 2006 - Club América - Vainqueur de l'InterLiga 2008 - Club Sportivo Luqueño - Vainqueur du tournoi Ouverture 2007 - Club Libertad - Vainqueur du tournoi Clôture 2007 - Club Deportivo Universidad San Martín de Porres - Vainqueur du tournoi Ouverture 2007 - Club Coronel Bolognesi - Vainqueur du tournoi Clôture 2007 - Danubio Fútbol Club - Champion d'Uruguay 2006-2007 - Club Nacional de Football - Vainqueur de la Liguilla pré-Libertadores 2007 - Caracas Futbol Club - Champion du Venezuela 2006-2007 - Unión Atlético Maracaibo - Vice-champion du Venezuela 2006-2007 | - Cúcuta Deportivo - 1er au classement cumulé 2007 - Liga Deportiva Universitaria de Quito - Champion d'Équateur 2007 - Club Deportivo Cuenca - Vice-champion d'Équateur 2007 - Chivas de Guadalajara - Vainqueur du tournoi Ouverture 2006 - Club América - Vainqueur de l'InterLiga 2008 - Club Sportivo Luqueño - Vainqueur du tournoi Ouverture 2007 - Club Libertad - Vainqueur du tournoi Clôture 2007 - Club Deportivo Universidad San Martín de Porres - Vainqueur du tournoi Ouverture 2007 - Club Coronel Bolognesi - Vainqueur du tournoi Clôture 2007 - Danubio Fútbol Club - Champion d'Uruguay 2006-2007 - Club Nacional de Football - Vainqueur de la Liguilla pré-Libertadores 2007 - Caracas Futbol Club - Champion du Venezuela 2006-2007 - Unión Atlético Maracaibo - Vice-champion du Venezuela 2006-2007 | - Cúcuta Deportivo - 1er au classement cumulé 2007 - Liga Deportiva Universitaria de Quito - Champion d'Équateur 2007 - Club Deportivo Cuenca - Vice-champion d'Équateur 2007 - Chivas de Guadalajara - Vainqueur du tournoi Ouverture 2006 - Club América - Vainqueur de l'InterLiga 2008 - Club Sportivo Luqueño - Vainqueur du tournoi Ouverture 2007 - Club Libertad - Vainqueur du tournoi Clôture 2007 - Club Deportivo Universidad San Martín de Porres - Vainqueur du tournoi Ouverture 2007 - Club Coronel Bolognesi - Vainqueur du tournoi Clôture 2007 - Danubio Fútbol Club - Champion d'Uruguay 2006-2007 - Club Nacional de Football - Vainqueur de la Liguilla pré-Libertadores 2007 - Caracas Futbol Club - Champion du Venezuela 2006-2007 - Unión Atlético Maracaibo - Vice-champion du Venezuela 2006-2007 | - Cúcuta Deportivo - 1er au classement cumulé 2007 - Liga Deportiva Universitaria de Quito - Champion d'Équateur 2007 - Club Deportivo Cuenca - Vice-champion d'Équateur 2007 - Chivas de Guadalajara - Vainqueur du tournoi Ouverture 2006 - Club América - Vainqueur de l'InterLiga 2008 - Club Sportivo Luqueño - Vainqueur du tournoi Ouverture 2007 - Club Libertad - Vainqueur du tournoi Clôture 2007 - Club Deportivo Universidad San Martín de Porres - Vainqueur du tournoi Ouverture 2007 - Club Coronel Bolognesi - Vainqueur du tournoi Clôture 2007 - Danubio Fútbol Club - Champion d'Uruguay 2006-2007 - Club Nacional de Football - Vainqueur de la Liguilla pré-Libertadores 2007 - Caracas Futbol Club - Champion du Venezuela 2006-2007 - Unión Atlético Maracaibo - Vice-champion du Venezuela 2006-2007 | - Cúcuta Deportivo - 1er au classement cumulé 2007 - Liga Deportiva Universitaria de Quito - Champion d'Équateur 2007 - Club Deportivo Cuenca - Vice-champion d'Équateur 2007 - Chivas de Guadalajara - Vainqueur du tournoi Ouverture 2006 - Club América - Vainqueur de l'InterLiga 2008 - Club Sportivo Luqueño - Vainqueur du tournoi Ouverture 2007 - Club Libertad - Vainqueur du tournoi Clôture 2007 - Club Deportivo Universidad San Martín de Porres - Vainqueur du tournoi Ouverture 2007 - Club Coronel Bolognesi - Vainqueur du tournoi Clôture 2007 - Danubio Fútbol Club - Champion d'Uruguay 2006-2007 - Club Nacional de Football - Vainqueur de la Liguilla pré-Libertadores 2007 - Caracas Futbol Club - Champion du Venezuela 2006-2007 - Unión Atlético Maracaibo - Vice-champion du Venezuela 2006-2007 | - Cúcuta Deportivo - 1er au classement cumulé 2007 - Liga Deportiva Universitaria de Quito - Champion d'Équateur 2007 - Club Deportivo Cuenca - Vice-champion d'Équateur 2007 - Chivas de Guadalajara - Vainqueur du tournoi Ouverture 2006 - Club América - Vainqueur de l'InterLiga 2008 - Club Sportivo Luqueño - Vainqueur du tournoi Ouverture 2007 - Club Libertad - Vainqueur du tournoi Clôture 2007 - Club Deportivo Universidad San Martín de Porres - Vainqueur du tournoi Ouverture 2007 - Club Coronel Bolognesi - Vainqueur du tournoi Clôture 2007 - Danubio Fútbol Club - Champion d'Uruguay 2006-2007 - Club Nacional de Football - Vainqueur de la Liguilla pré-Libertadores 2007 - Caracas Futbol Club - Champion du Venezuela 2006-2007 - Unión Atlético Maracaibo - Vice-champion du Venezuela 2006-2007 | - Cúcuta Deportivo - 1er au classement cumulé 2007 - Liga Deportiva Universitaria de Quito - Champion d'Équateur 2007 - Club Deportivo Cuenca - Vice-champion d'Équateur 2007 - Chivas de Guadalajara - Vainqueur du tournoi Ouverture 2006 - Club América - Vainqueur de l'InterLiga 2008 - Club Sportivo Luqueño - Vainqueur du tournoi Ouverture 2007 - Club Libertad - Vainqueur du tournoi Clôture 2007 - Club Deportivo Universidad San Martín de Porres - Vainqueur du tournoi Ouverture 2007 - Club Coronel Bolognesi - Vainqueur du tournoi Clôture 2007 - Danubio Fútbol Club - Champion d'Uruguay 2006-2007 - Club Nacional de Football - Vainqueur de la Liguilla pré-Libertadores 2007 - Caracas Futbol Club - Champion du Venezuela 2006-2007 - Unión Atlético Maracaibo - Vice-champion du Venezuela 2006-2007 | - Cúcuta Deportivo - 1er au classement cumulé 2007 - Liga Deportiva Universitaria de Quito - Champion d'Équateur 2007 - Club Deportivo Cuenca - Vice-champion d'Équateur 2007 - Chivas de Guadalajara - Vainqueur du tournoi Ouverture 2006 - Club América - Vainqueur de l'InterLiga 2008 - Club Sportivo Luqueño - Vainqueur du tournoi Ouverture 2007 - Club Libertad - Vainqueur du tournoi Clôture 2007 - Club Deportivo Universidad San Martín de Porres - Vainqueur du tournoi Ouverture 2007 - Club Coronel Bolognesi - Vainqueur du tournoi Clôture 2007 - Danubio Fútbol Club - Champion d'Uruguay 2006-2007 - Club Nacional de Football - Vainqueur de la Liguilla pré-Libertadores 2007 - Caracas Futbol Club - Champion du Venezuela 2006-2007 - Unión Atlético Maracaibo - Vice-champion du Venezuela 2006-2007 |
| Tour préliminaire | | | | | | | | | | | | | | | |
| - Arsenal de Sarandi - 2e au classement cumulé 2006-2007 - Club Atlético Lanús - 3e au classement cumulé 2006-2007 - La Paz Fútbol Club - 2e du Tournoi Clôture 2007 - Cruzeiro Esporte Clube - 5e du championnat du Brésil 2007 - Audax Club Sportivo Italiano - 1er au classement cumulé 2007 - Boyacá Chicó Fútbol Club - 2e au classement cumulé 2007 | - Arsenal de Sarandi - 2e au classement cumulé 2006-2007 - Club Atlético Lanús - 3e au classement cumulé 2006-2007 - La Paz Fútbol Club - 2e du Tournoi Clôture 2007 - Cruzeiro Esporte Clube - 5e du championnat du Brésil 2007 - Audax Club Sportivo Italiano - 1er au classement cumulé 2007 - Boyacá Chicó Fútbol Club - 2e au classement cumulé 2007 | - Arsenal de Sarandi - 2e au classement cumulé 2006-2007 - Club Atlético Lanús - 3e au classement cumulé 2006-2007 - La Paz Fútbol Club - 2e du Tournoi Clôture 2007 - Cruzeiro Esporte Clube - 5e du championnat du Brésil 2007 - Audax Club Sportivo Italiano - 1er au classement cumulé 2007 - Boyacá Chicó Fútbol Club - 2e au classement cumulé 2007 | - Arsenal de Sarandi - 2e au classement cumulé 2006-2007 - Club Atlético Lanús - 3e au classement cumulé 2006-2007 - La Paz Fútbol Club - 2e du Tournoi Clôture 2007 - Cruzeiro Esporte Clube - 5e du championnat du Brésil 2007 - Audax Club Sportivo Italiano - 1er au classement cumulé 2007 - Boyacá Chicó Fútbol Club - 2e au classement cumulé 2007 | - Arsenal de Sarandi - 2e au classement cumulé 2006-2007 - Club Atlético Lanús - 3e au classement cumulé 2006-2007 - La Paz Fútbol Club - 2e du Tournoi Clôture 2007 - Cruzeiro Esporte Clube - 5e du championnat du Brésil 2007 - Audax Club Sportivo Italiano - 1er au classement cumulé 2007 - Boyacá Chicó Fútbol Club - 2e au classement cumulé 2007 | - Arsenal de Sarandi - 2e au classement cumulé 2006-2007 - Club Atlético Lanús - 3e au classement cumulé 2006-2007 - La Paz Fútbol Club - 2e du Tournoi Clôture 2007 - Cruzeiro Esporte Clube - 5e du championnat du Brésil 2007 - Audax Club Sportivo Italiano - 1er au classement cumulé 2007 - Boyacá Chicó Fútbol Club - 2e au classement cumulé 2007 | - Arsenal de Sarandi - 2e au classement cumulé 2006-2007 - Club Atlético Lanús - 3e au classement cumulé 2006-2007 - La Paz Fútbol Club - 2e du Tournoi Clôture 2007 - Cruzeiro Esporte Clube - 5e du championnat du Brésil 2007 - Audax Club Sportivo Italiano - 1er au classement cumulé 2007 - Boyacá Chicó Fútbol Club - 2e au classement cumulé 2007 | - Arsenal de Sarandi - 2e au classement cumulé 2006-2007 - Club Atlético Lanús - 3e au classement cumulé 2006-2007 - La Paz Fútbol Club - 2e du Tournoi Clôture 2007 - Cruzeiro Esporte Clube - 5e du championnat du Brésil 2007 - Audax Club Sportivo Italiano - 1er au classement cumulé 2007 - Boyacá Chicó Fútbol Club - 2e au classement cumulé 2007 | - Centro Deportivo Olmedo - 3e du championnat d'Équateur 2007 - Club de Fútbol Atlas - Finaliste de l’InterLiga 2008 - Cerro Porteño - 1er au classement cumulé 2007 - Cienciano del Cusco - 1er au classement cumulé 2007 - Montevideo Wanderers Fútbol Club - 2e de la Liguilla pré-Libertadores 2007 - Mineros de Guayana - 1er au classement cumulé 2006-2007 | - Centro Deportivo Olmedo - 3e du championnat d'Équateur 2007 - Club de Fútbol Atlas - Finaliste de l’InterLiga 2008 - Cerro Porteño - 1er au classement cumulé 2007 - Cienciano del Cusco - 1er au classement cumulé 2007 - Montevideo Wanderers Fútbol Club - 2e de la Liguilla pré-Libertadores 2007 - Mineros de Guayana - 1er au classement cumulé 2006-2007 | - Centro Deportivo Olmedo - 3e du championnat d'Équateur 2007 - Club de Fútbol Atlas - Finaliste de l’InterLiga 2008 - Cerro Porteño - 1er au classement cumulé 2007 - Cienciano del Cusco - 1er au classement cumulé 2007 - Montevideo Wanderers Fútbol Club - 2e de la Liguilla pré-Libertadores 2007 - Mineros de Guayana - 1er au classement cumulé 2006-2007 | - Centro Deportivo Olmedo - 3e du championnat d'Équateur 2007 - Club de Fútbol Atlas - Finaliste de l’InterLiga 2008 - Cerro Porteño - 1er au classement cumulé 2007 - Cienciano del Cusco - 1er au classement cumulé 2007 - Montevideo Wanderers Fútbol Club - 2e de la Liguilla pré-Libertadores 2007 - Mineros de Guayana - 1er au classement cumulé 2006-2007 | - Centro Deportivo Olmedo - 3e du championnat d'Équateur 2007 - Club de Fútbol Atlas - Finaliste de l’InterLiga 2008 - Cerro Porteño - 1er au classement cumulé 2007 - Cienciano del Cusco - 1er au classement cumulé 2007 - Montevideo Wanderers Fútbol Club - 2e de la Liguilla pré-Libertadores 2007 - Mineros de Guayana - 1er au classement cumulé 2006-2007 | - Centro Deportivo Olmedo - 3e du championnat d'Équateur 2007 - Club de Fútbol Atlas - Finaliste de l’InterLiga 2008 - Cerro Porteño - 1er au classement cumulé 2007 - Cienciano del Cusco - 1er au classement cumulé 2007 - Montevideo Wanderers Fútbol Club - 2e de la Liguilla pré-Libertadores 2007 - Mineros de Guayana - 1er au classement cumulé 2006-2007 | - Centro Deportivo Olmedo - 3e du championnat d'Équateur 2007 - Club de Fútbol Atlas - Finaliste de l’InterLiga 2008 - Cerro Porteño - 1er au classement cumulé 2007 - Cienciano del Cusco - 1er au classement cumulé 2007 - Montevideo Wanderers Fútbol Club - 2e de la Liguilla pré-Libertadores 2007 - Mineros de Guayana - 1er au classement cumulé 2006-2007 | - Centro Deportivo Olmedo - 3e du championnat d'Équateur 2007 - Club de Fútbol Atlas - Finaliste de l’InterLiga 2008 - Cerro Porteño - 1er au classement cumulé 2007 - Cienciano del Cusco - 1er au classement cumulé 2007 - Montevideo Wanderers Fútbol Club - 2e de la Liguilla pré-Libertadores 2007 - Mineros de Guayana - 1er au classement cumulé 2006-2007 |

## Compétition

### Tour préliminaire
| Équipe 1            | Résultat | Équipe 2             | Aller | Retour |
| ------------------- | -------- | -------------------- | ----- | ------ |
| CD Olmedo           | 1 - 3    | CA Lanús             | 1 - 0 | 0 - 3  |
| Cruzeiro EC         | 6 - 3    | Cerro Porteño        | 3 - 1 | 3 - 2  |
| Arsenal de Sarandi  | 3 - 2    | Mineros de Guayana   | 2 - 0 | 1 - 2  |
| CF Atlas            | 2 - 1    | La Paz FC            | 2 - 0 | 0 - 1  |
| Cienciano del Cusco | 1 - 0    | Montevideo Wanderers | 1 - 0 | 0 - 0  |
| Boyacá Chicó FC     | 4 - 4e   | Audax Italiano       | 4 - 3 | 0 - 1  |

### Premier tour
| Rang | Équipe                    | Pts | J | G | N | P | Bp | Bc | Diff |  | Résultats (▼ dom., ► ext.) |     |     |     |     |
| ---- | ------------------------- | --- | - | - | - | - | -- | -- | ---- |  | -------------------------- | --- | --- | --- | --- |
| 1    | Cruzeiro Esporte Clube    | 11  | 6 | 3 | 2 | 1 | 11 | 7  | +4   |  | Cruzeiro Esporte Clube     |     | 3-1 | 3-0 | 3-0 |
| 2    | CA San Lorenzo de Almagro | 10  | 6 | 3 | 1 | 2 | 8  | 7  | +1   |  | CA San Lorenzo de Almagro  | 0-0 |     | 3-0 | 1-0 |
| 3    | Caracas Futbol Club       | 7   | 6 | 2 | 1 | 3 | 6  | 11 | -5   |  | Caracas Futbol Club        | 1-1 | 2-0 |     | 2-1 |
| 4    | Real Potosi               | 6   | 6 | 2 | 0 | 4 | 11 | 11 | 0    |  | Real Potosi                | 5-1 | 2-3 | 3-1 |     |

| Rang | Équipe                  | Pts | J | G | N | P | Bp | Bc | Diff |  | Résultats (▼ dom., ► ext.) |     |     |     |     |
| ---- | ----------------------- | --- | - | - | - | - | -- | -- | ---- |  | -------------------------- | --- | --- | --- | --- |
| 1    | Estudiantes de La Plata | 11  | 6 | 3 | 2 | 1 | 9  | 5  | +4   |  | Estudiantes de La Plata    |     | 0-0 | 2-0 | 2-0 |
| 2    | Club Atlético Lanús     | 10  | 6 | 2 | 4 | 0 | 9  | 6  | +3   |  | Club Atlético Lanús        | 3-3 |     | 0-0 | 3-1 |
| 3    | Club Deportivo Cuenca   | 6   | 6 | 1 | 3 | 2 | 2  | 5  | -3   |  | Club Deportivo Cuenca      | 1-0 | 1-1 |     | 0-0 |
| 4    | Danubio Fútbol Club     | 4   | 6 | 1 | 1 | 4 | 5  | 9  | -4   |  | Danubio Fútbol Club        | 1-2 | 1-2 | 2-0 |     |

| Rang | Équipe                      | Pts | J | G | N | P | Bp | Bc | Diff |  | Résultats (▼ dom., ► ext.)  |     |     |     |     |
| ---- | --------------------------- | --- | - | - | - | - | -- | -- | ---- |  | --------------------------- | --- | --- | --- | --- |
| 1    | Club de Fútbol Atlas        | 11  | 6 | 3 | 2 | 1 | 11 | 6  | +5   |  | Club de Fútbol Atlas        |     | 3-1 | 3-0 | 3-0 |
| 2    | Club Atlético Boca JuniorsT | 10  | 6 | 3 | 1 | 2 | 12 | 9  | +3   |  | Club Atlético Boca JuniorsT | 3-0 |     | 4-3 | 3-0 |
| 3    | CSD Colo-Colo               | 10  | 6 | 3 | 1 | 2 | 11 | 9  | +2   |  | CSD Colo-Colo               | 1-1 | 2-0 |     | 2-0 |
| 4    | Unión Atlético Maracaibo    | 2   | 6 | 0 | 2 | 4 | 3  | 13 | -10  |  | Unión Atlético Maracaibo    | 1-1 | 1-1 | 1-3 |     |

| Rang | Équipe                    | Pts | J | G | N | P | Bp | Bc | Diff |  | Résultats (▼ dom., ► ext.) |     |     |     |     |
| ---- | ------------------------- | --- | - | - | - | - | -- | -- | ---- |  | -------------------------- | --- | --- | --- | --- |
| 1    | CR Flamengo               | 13  | 6 | 4 | 1 | 1 | 9  | 4  | +5   |  | CR Flamengo                |     | 2-0 | 2-1 | 2-0 |
| 2    | Club Nacional de Football | 12  | 6 | 4 | 0 | 2 | 9  | 5  | +4   |  | Club Nacional de Football  | 3-0 |     | 3-1 | 1-0 |
| 3    | Cienciano del Cusco       | 7   | 6 | 2 | 1 | 3 | 5  | 9  | -4   |  | Cienciano del Cusco        | 0-3 | 2-1 |     | 1-0 |
| 4    | Club Coronel Bolognesi    | 2   | 6 | 0 | 2 | 4 | 0  | 5  | -5   |  | Club Coronel Bolognesi     | 0-0 | 0-1 | 0-0 |     |

| Rang | Équipe                    | Pts | J | G | N | P | Bp | Bc | Diff |  | Résultats (▼ dom., ► ext.) |     |     |     |     |
| ---- | ------------------------- | --- | - | - | - | - | -- | -- | ---- |  | -------------------------- | --- | --- | --- | --- |
| 1    | Club Atlético River Plate | 12  | 6 | 4 | 0 | 2 | 14 | 8  | +6   |  | Club Atlético River Plate  |     | 2-1 | 2-0 | 5-0 |
| 2    | Club América              | 9   | 6 | 3 | 0 | 3 | 10 | 10 | 0    |  | Club América               | 4-3 |     | 2-1 | 3-1 |
| 3    | CD Universidad Católica   | 9   | 6 | 3 | 0 | 3 | 6  | 6  | 0    |  | CD Universidad Católica    | 1-2 | 2-0 |     | 1-0 |
| 4    | CD Universidad San Martin | 6   | 6 | 2 | 0 | 4 | 4  | 10 | -6   |  | CD Universidad San Martin  | 2-0 | 1-0 | 0-1 |     |

| Rang | Équipe                  | Pts | J | G | N | P | Bp | Bc | Diff |  | Résultats (▼ dom., ► ext.) |     |     |     |     |
| ---- | ----------------------- | --- | - | - | - | - | -- | -- | ---- |  | -------------------------- | --- | --- | --- | --- |
| 1    | Cúcuta Deportivo        | 11  | 6 | 3 | 2 | 1 | 7  | 4  | +3   |  | Cúcuta Deportivo           |     | 0-0 | 1-0 | 0-0 |
| 2    | Santos Futebol Clube    | 10  | 6 | 3 | 1 | 2 | 13 | 6  | +7   |  | Santos Futebol Clube       | 2-1 |     | 1-0 | 7-0 |
| 3    | Chivas de Guadalajara   | 9   | 6 | 3 | 0 | 3 | 8  | 5  | +3   |  | Chivas de Guadalajara      | 0-1 | 3-2 |     | 2-0 |
| 4    | Club Deportivo San José | 4   | 6 | 1 | 1 | 4 | 4  | 17 | -13  |  | Club Deportivo San José    | 2-4 | 2-1 | 0-3 |     |

| Rang | Équipe                  | Pts | J | G | N | P | Bp | Bc | Diff |  | Résultats (▼ dom., ► ext.) |     |     |     |     |
| ---- | ----------------------- | --- | - | - | - | - | -- | -- | ---- |  | -------------------------- | --- | --- | --- | --- |
| 1    | São Paulo Futebol Clube | 11  | 6 | 3 | 2 | 1 | 6  | 4  | +2   |  | São Paulo Futebol Clube    |     | 1-0 | 1-0 | 2-1 |
| 2    | Atlético Nacional       | 8   | 6 | 2 | 2 | 2 | 8  | 5  | +3   |  | Atlético Nacional          | 1-1 |     | 3-0 | 1-1 |
| 3    | Club Sportivo Luqueño   | 7   | 6 | 2 | 1 | 3 | 8  | 10 | -2   |  | Club Sportivo Luqueño      | 1-1 | 1-3 |     | 4-1 |
| 4    | Audax Italiano          | 7   | 6 | 2 | 1 | 3 | 6  | 9  | -3   |  | Audax Italiano             | 1-0 | 1-0 | 1-2 |     |

| Rang | Équipe                   | Pts | J | G | N | P | Bp | Bc | Diff |  | Résultats (▼ dom., ► ext.) |     |     |     |     |
| ---- | ------------------------ | --- | - | - | - | - | -- | -- | ---- |  | -------------------------- | --- | --- | --- | --- |
| 1    | Fluminense Football Club | 13  | 6 | 4 | 1 | 1 | 11 | 3  | +8   |  | Fluminense Football Club   |     | 1-0 | 6-0 | 2-0 |
| 2    | LDU Quito                | 10  | 6 | 3 | 1 | 2 | 10 | 5  | +5   |  | LDU Quito                  | 0-0 |     | 6-1 | 2-0 |
| 3    | Arsenal de Sarandi       | 9   | 6 | 3 | 0 | 3 | 6  | 14 | -8   |  | Arsenal de Sarandi         | 2-0 | 0-1 |     | 1-0 |
| 4    | Club Libertad            | 3   | 6 | 1 | 0 | 5 | 5  | 10 | -5   |  | Club Libertad              | 1-2 | 3-1 | 1-2 |     |

### Tableau final
Il n'y a pas de tirage au sort pour la phase finale. Les seize qualifiés sont classés en fonction de leurs résultats lors du premier tour (les premiers de 1 à 8, les seconds de 9 à 16) et un tableau est créé avec les affiches déjà connues.
| Rang | Équipe                       | Pts | J | G | N | P | Bp | Bc | Diff |
| ---- | ---------------------------- | --- | - | - | - | - | -- | -- | ---- |
| 1    | Fluminense Football Club     | 13  | 6 | 4 | 1 | 1 | 11 | 3  | +8   |
| 2    | Clube de Regatas do Flamengo | 13  | 6 | 4 | 1 | 1 | 9  | 4  | +5   |
| 3    | Club Atlético River Plate    | 12  | 6 | 4 | 0 | 2 | 14 | 8  | +6   |
| 4    | Club de Fútbol Atlas         | 11  | 6 | 3 | 2 | 1 | 11 | 6  | +5   |
| 5    | Cruzeiro Esporte Clube       | 11  | 6 | 3 | 2 | 1 | 11 | 7  | +4   |
| 6    | Estudiantes de La Plata      | 11  | 6 | 3 | 2 | 1 | 9  | 5  | +4   |
| 7    | Cúcuta Deportivo             | 11  | 6 | 3 | 2 | 1 | 7  | 4  | +3   |
| 8    | São Paulo Futebol Clube      | 11  | 6 | 3 | 2 | 1 | 6  | 4  | +2   |

| Rang | Équipe                     | Pts | J | G | N | P | Bp | Bc | Diff |
| ---- | -------------------------- | --- | - | - | - | - | -- | -- | ---- |
| 9    | Club Nacional de Football  | 12  | 6 | 4 | 0 | 2 | 9  | 5  | +4   |
| 10   | Santos Futebol Clube       | 10  | 6 | 3 | 1 | 2 | 13 | 6  | +7   |
| 11   | LDU Quito                  | 10  | 6 | 3 | 1 | 2 | 10 | 5  | +5   |
| 12   | Club Atlético Boca Juniors | 10  | 6 | 3 | 1 | 2 | 12 | 9  | +3   |
| 13   | Club Atlético Lanús        | 10  | 6 | 2 | 4 | 0 | 9  | 6  | +3   |
| 14   | CA San Lorenzo de Almagro  | 10  | 6 | 3 | 1 | 2 | 8  | 7  | +1   |
| 15   | Club América               | 9   | 6 | 3 | 0 | 3 | 10 | 10 | 0    |
| 16   | Atlético Nacional          | 8   | 6 | 2 | 2 | 2 | 8  | 5  | +3   |

### Phase finale à élimination directe
|  | Huitièmes de finale    | Huitièmes de finale    | Huitièmes de finale    | Huitièmes de finale    |                |                | Quarts de finale  | Quarts de finale  | Quarts de finale  | Quarts de finale  |  |  | Demi-finales          | Demi-finales          | Demi-finales          | Demi-finales          |  |  | Finale                    | Finale                    | Finale                    | Finale                    |
|  |                        |                        |                        |                        |                |                |                   |                   |                   |                   |  |  |                       |                       |                       |                       |  |  |                           |                           |                           |                           |
|  | 30 avril et 7 mai 2008 | 30 avril et 7 mai 2008 | 30 avril et 7 mai 2008 | 30 avril et 7 mai 2008 |                |                | 15 et 22 mai 2008 | 15 et 22 mai 2008 | 15 et 22 mai 2008 | 15 et 22 mai 2008 |  |  | 27 mai et 3 juin 2008 | 27 mai et 3 juin 2008 | 27 mai et 3 juin 2008 | 27 mai et 3 juin 2008 |  |  | 25 juin et 2 juillet 2008 | 25 juin et 2 juillet 2008 | 25 juin et 2 juillet 2008 | 25 juin et 2 juillet 2008 |
|  | 15                     | Club América           | 2                      | 3                      |                |                | 15 et 22 mai 2008 | 15 et 22 mai 2008 | 15 et 22 mai 2008 | 15 et 22 mai 2008 |  |  | 27 mai et 3 juin 2008 | 27 mai et 3 juin 2008 | 27 mai et 3 juin 2008 | 27 mai et 3 juin 2008 |  |  | 25 juin et 2 juillet 2008 | 25 juin et 2 juillet 2008 | 25 juin et 2 juillet 2008 | 25 juin et 2 juillet 2008 |
|  | 15                     | Club América           | 2                      | 3                      |                |                | 15 et 22 mai 2008 | 15 et 22 mai 2008 | 15 et 22 mai 2008 | 15 et 22 mai 2008 |  |  | 27 mai et 3 juin 2008 | 27 mai et 3 juin 2008 | 27 mai et 3 juin 2008 | 27 mai et 3 juin 2008 |  |  | 25 juin et 2 juillet 2008 | 25 juin et 2 juillet 2008 | 25 juin et 2 juillet 2008 | 25 juin et 2 juillet 2008 |
|  | 2                      | CR Flamengo            | 4                      | 0                      |                |                | 15 et 22 mai 2008 | 15 et 22 mai 2008 | 15 et 22 mai 2008 | 15 et 22 mai 2008 |  |  | 27 mai et 3 juin 2008 | 27 mai et 3 juin 2008 | 27 mai et 3 juin 2008 | 27 mai et 3 juin 2008 |  |  | 25 juin et 2 juillet 2008 | 25 juin et 2 juillet 2008 | 25 juin et 2 juillet 2008 | 25 juin et 2 juillet 2008 |
|  | 2                      | CR Flamengo            | 4                      | 0                      | Club América   | Club América   | 2                 | 0                 |                   |                   |  |  | 27 mai et 3 juin 2008 | 27 mai et 3 juin 2008 | 27 mai et 3 juin 2008 | 27 mai et 3 juin 2008 |  |  | 25 juin et 2 juillet 2008 | 25 juin et 2 juillet 2008 | 25 juin et 2 juillet 2008 | 25 juin et 2 juillet 2008 |
|  | 1er et 8 mai 2008      |                        |                        |                        | Club América   | Club América   | 2                 | 0                 |                   |                   |  |  | 27 mai et 3 juin 2008 | 27 mai et 3 juin 2008 | 27 mai et 3 juin 2008 | 27 mai et 3 juin 2008 |  |  | 25 juin et 2 juillet 2008 | 25 juin et 2 juillet 2008 | 25 juin et 2 juillet 2008 | 25 juin et 2 juillet 2008 |
|  |                        |                        | Santos FC              | Santos FC              | 0              | 1              |                   |                   |                   |                   |  |  | 27 mai et 3 juin 2008 | 27 mai et 3 juin 2008 | 27 mai et 3 juin 2008 | 27 mai et 3 juin 2008 |  |  | 25 juin et 2 juillet 2008 | 25 juin et 2 juillet 2008 | 25 juin et 2 juillet 2008 | 25 juin et 2 juillet 2008 |
|  | 10                     | Santos FC              | Santos FC              | Santos FC              | 0              | 1              | 2                 | 2                 |                   |                   |  |  | 27 mai et 3 juin 2008 | 27 mai et 3 juin 2008 | 27 mai et 3 juin 2008 | 27 mai et 3 juin 2008 |  |  | 25 juin et 2 juillet 2008 | 25 juin et 2 juillet 2008 | 25 juin et 2 juillet 2008 | 25 juin et 2 juillet 2008 |
|  | 10                     | Santos FC              | 15 et 22 mai 2008      |                        |                |                | 2                 | 2                 |                   |                   |  |  | 27 mai et 3 juin 2008 | 27 mai et 3 juin 2008 | 27 mai et 3 juin 2008 | 27 mai et 3 juin 2008 |  |  | 25 juin et 2 juillet 2008 | 25 juin et 2 juillet 2008 | 25 juin et 2 juillet 2008 | 25 juin et 2 juillet 2008 |
|  | 7                      | Cúcuta Deportivo       | 0                      | 0                      |                |                |                   |                   |                   |                   |  |  | 27 mai et 3 juin 2008 | 27 mai et 3 juin 2008 | 27 mai et 3 juin 2008 | 27 mai et 3 juin 2008 |  |  | 25 juin et 2 juillet 2008 | 25 juin et 2 juillet 2008 | 25 juin et 2 juillet 2008 | 25 juin et 2 juillet 2008 |
|  | 7                      | Cúcuta Deportivo       | 0                      | 0                      | Club América   | Club América   | 1                 | 0                 |                   |                   |  |  |                       |                       |                       |                       |  |  | 25 juin et 2 juillet 2008 | 25 juin et 2 juillet 2008 | 25 juin et 2 juillet 2008 | 25 juin et 2 juillet 2008 |
|  | 30 avril et 8 mai 2008 |                        |                        |                        | Club América   | Club América   | 1                 | 0                 |                   |                   |  |  |                       |                       |                       |                       |  |  | 25 juin et 2 juillet 2008 | 25 juin et 2 juillet 2008 | 25 juin et 2 juillet 2008 | 25 juin et 2 juillet 2008 |
|  |                        |                        | LDU Quito              | LDU Quito              | 1              | 0E             |                   |                   |                   |                   |  |  |                       |                       |                       |                       |  |  | 25 juin et 2 juillet 2008 | 25 juin et 2 juillet 2008 | 25 juin et 2 juillet 2008 | 25 juin et 2 juillet 2008 |
|  | 14                     | CA San Lorenzo         | LDU Quito              | LDU Quito              | 1              | 0E             | 2                 | 2                 |                   |                   |  |  |                       |                       |                       |                       |  |  | 25 juin et 2 juillet 2008 | 25 juin et 2 juillet 2008 | 25 juin et 2 juillet 2008 | 25 juin et 2 juillet 2008 |
|  | 14                     | CA San Lorenzo         | 28 mai et 4 juin 2008  |                        |                |                | 2                 | 2                 |                   |                   |  |  |                       |                       |                       |                       |  |  | 25 juin et 2 juillet 2008 | 25 juin et 2 juillet 2008 | 25 juin et 2 juillet 2008 | 25 juin et 2 juillet 2008 |
|  | 3                      | CA River Plate         | 1                      | 2                      |                |                |                   |                   |                   |                   |  |  |                       |                       |                       |                       |  |  | 25 juin et 2 juillet 2008 | 25 juin et 2 juillet 2008 | 25 juin et 2 juillet 2008 | 25 juin et 2 juillet 2008 |
|  | 3                      | CA River Plate         | 1                      | 2                      | CA San Lorenzo | CA San Lorenzo | 1                 | 1 (3)             |                   |                   |  |  |                       |                       |                       |                       |  |  | 25 juin et 2 juillet 2008 | 25 juin et 2 juillet 2008 | 25 juin et 2 juillet 2008 | 25 juin et 2 juillet 2008 |
|  | 29 avril et 6 mai 2008 |                        |                        |                        | CA San Lorenzo | CA San Lorenzo | 1                 | 1 (3)             |                   |                   |  |  |                       |                       |                       |                       |  |  | 25 juin et 2 juillet 2008 | 25 juin et 2 juillet 2008 | 25 juin et 2 juillet 2008 | 25 juin et 2 juillet 2008 |
|  |                        |                        | LDU Quito tab          | LDU Quito tab          | 1              | 1 (5)          |                   |                   |                   |                   |  |  |                       |                       |                       |                       |  |  | 25 juin et 2 juillet 2008 | 25 juin et 2 juillet 2008 | 25 juin et 2 juillet 2008 | 25 juin et 2 juillet 2008 |
|  | 11                     | LDU Quito              | LDU Quito tab          | LDU Quito tab          | 1              | 1 (5)          | 2                 | 1                 |                   |                   |  |  |                       |                       |                       |                       |  |  | 25 juin et 2 juillet 2008 | 25 juin et 2 juillet 2008 | 25 juin et 2 juillet 2008 | 25 juin et 2 juillet 2008 |
|  | 11                     | LDU Quito              | 14 et 21 mai 2008      |                        |                |                | 2                 | 1                 |                   |                   |  |  |                       |                       |                       |                       |  |  | 25 juin et 2 juillet 2008 | 25 juin et 2 juillet 2008 | 25 juin et 2 juillet 2008 | 25 juin et 2 juillet 2008 |
|  | 6                      | Estudiantes La Plata   | 0                      | 2                      |                |                |                   |                   |                   |                   |  |  |                       |                       |                       |                       |  |  | 25 juin et 2 juillet 2008 | 25 juin et 2 juillet 2008 | 25 juin et 2 juillet 2008 | 25 juin et 2 juillet 2008 |
|  | 6                      | Estudiantes La Plata   | 0                      | 2                      | LDU Quito tab  | LDU Quito tab  | 4                 | 1 (3)             |                   |                   |  |  |                       |                       |                       |                       |  |  |                           |                           |                           |                           |
|  | 30 avril et 7 mai 2008 |                        |                        |                        | LDU Quito tab  | LDU Quito tab  | 4                 | 1 (3)             |                   |                   |  |  |                       |                       |                       |                       |  |  |                           |                           |                           |                           |
|  |                        |                        | Fluminense FC          | Fluminense FC          | 2              | 3 (1)          |                   |                   |                   |                   |  |  |                       |                       |                       |                       |  |  |                           |                           |                           |                           |
|  | 12                     | Boca Juniors           | Fluminense FC          | Fluminense FC          | 2              | 3 (1)          | 2A                | 2                 |                   |                   |  |  |                       |                       |                       |                       |  |  |                           |                           |                           |                           |
|  | 12                     | Boca Juniors           |                        |                        |                |                |                   | 2                 |                   |                   |  |  |                       |                       |                       |                       |  |  |                           |                           |                           |                           |
|  | 5                      | Cruzeiro EC            | 1                      | 1                      |                |                |                   |                   |                   |                   |  |  |                       |                       |                       |                       |  |  |                           |                           |                           |                           |
|  | 5                      | Cruzeiro EC            | 1                      | 1                      | Boca Juniors   | Boca Juniors   | 2B                | 3                 |                   |                   |  |  |                       |                       |                       |                       |  |  |                           |                           |                           |                           |
|  | 29 avril et 6 mai 2008 |                        |                        |                        | Boca Juniors   | Boca Juniors   | 2B                | 3                 |                   |                   |  |  |                       |                       |                       |                       |  |  |                           |                           |                           |                           |
|  |                        |                        | CF Atlas               | CF Atlas               | 2              | 0              |                   |                   |                   |                   |  |  |                       |                       |                       |                       |  |  |                           |                           |                           |                           |
|  | 13                     | CA Lanús               | CF Atlas               | CF Atlas               | 2              | 0              | 0                 | 2                 |                   |                   |  |  |                       |                       |                       |                       |  |  |                           |                           |                           |                           |
|  | 13                     | CA Lanús               | 14 et 21 mai 2008      |                        |                |                | 0                 | 2                 |                   |                   |  |  |                       |                       |                       |                       |  |  |                           |                           |                           |                           |
|  | 4                      | CF Atlas               | 1                      | 2                      |                |                |                   |                   |                   |                   |  |  |                       |                       |                       |                       |  |  |                           |                           |                           |                           |
|  | 4                      | CF Atlas               | 1                      | 2                      | Boca Juniors   | Boca Juniors   | 2C                | 1                 |                   |                   |  |  |                       |                       |                       |                       |  |  |                           |                           |                           |                           |
|  | 30 avril et 7 mai 2008 |                        |                        |                        | Boca Juniors   | Boca Juniors   | 2C                | 1                 |                   |                   |  |  |                       |                       |                       |                       |  |  |                           |                           |                           |                           |
|  |                        |                        | Fluminense FC          | Fluminense FC          | 2              | 3              |                   |                   |                   |                   |  |  |                       |                       |                       |                       |  |  |                           |                           |                           |                           |
|  | 9                      | Nacional Montevideo    | Fluminense FC          | Fluminense FC          | 2              | 3              | 0                 | 0                 |                   |                   |  |  |                       |                       |                       |                       |  |  |                           |                           |                           |                           |
|  | 9                      | Nacional Montevideo    |                        |                        |                |                |                   | 0                 |                   |                   |  |  |                       |                       |                       |                       |  |  |                           |                           |                           |                           |
|  | 8                      | São Paulo FC           | 0                      | 2                      |                |                |                   |                   |                   |                   |  |  |                       |                       |                       |                       |  |  |                           |                           |                           |                           |
|  | 8                      | São Paulo FC           | 0                      | 2                      | São Paulo FC   | São Paulo FC   | 1                 | 1                 |                   |                   |  |  |                       |                       |                       |                       |  |  |                           |                           |                           |                           |
|  | 30 avril et 6 mai 2008 |                        |                        |                        | São Paulo FC   | São Paulo FC   | 1                 | 1                 |                   |                   |  |  |                       |                       |                       |                       |  |  |                           |                           |                           |                           |
|  |                        |                        | Fluminense FC          | Fluminense FC          | 0              | 3              |                   |                   |                   |                   |  |  |                       |                       |                       |                       |  |  |                           |                           |                           |                           |
|  | 16                     | Atlético Nacional      | Fluminense FC          | Fluminense FC          | 0              | 3              | 1                 | 0                 |                   |                   |  |  |                       |                       |                       |                       |  |  |                           |                           |                           |                           |
|  | 16                     | Atlético Nacional      |                        |                        |                |                |                   | 0                 |                   |                   |  |  |                       |                       |                       |                       |  |  |                           |                           |                           |                           |
|  | 1                      | Fluminense FC          | 2                      | 1                      |                |                |                   |                   |                   |                   |  |  |                       |                       |                       |                       |  |  |                           |                           |                           |                           |
|  | 1                      | Fluminense FC          | 2                      | 1                      |                |                |                   |                   |                   |                   |  |  |                       |                       |                       |                       |  |  |                           |                           |                           |                           |
|  |                        |                        |                        |                        |                |                |                   |                   |                   |                   |  |  |                       |                       |                       |                       |  |  |                           |                           |                           |                           |

### Huitièmes de finale
| Équipe 1                     | Résultat | Équipe 2                  | Aller | Retour |
| ---------------------------- | -------- | ------------------------- | ----- | ------ |
| Club América                 | 5 - 4    | CR Flamengo               | 2 - 4 | 3 - 0  |
| Santos Futebol Clube         | 4 - 0    | Cúcuta Deportivo          | 2 - 0 | 2 - 0  |
| CA San Lorenzo               | 4 - 3    | Club Atlético River Plate | 2 - 1 | 2 - 2  |
| LDU Quito                    | 3 - 2    | Estudiantes de La Plata   | 2 - 0 | 1 - 2  |
| Club Atlético Boca Juniors T | 4 - 2    | Cruzeiro Esporte Clube    | 2 - 1 | 2 - 1  |
| Club Atlético Lanús          | 2 - 3    | Club de Fútbol Atlas      | 0 - 1 | 2 - 2  |
| Club Nacional de Football    | 0 - 2    | São Paulo Futebol Clube   | 0 - 0 | 0 - 2  |
| Atlético Nacional            | 1 - 3    | Fluminense Football Club  | 1 - 2 | 0 - 1  |

### Quarts de finale
| Équipe 1                     | Résultat      | Équipe 2                 | Aller | Retour |
| ---------------------------- | ------------- | ------------------------ | ----- | ------ |
| Club América                 | 2 - 1         | Santos Futebol Clube     | 2 - 0 | 0 - 1  |
| CA San Lorenzo de Almagro    | 2 - 2 3-5 tab | LDU Quito                | 1 - 1 | 1 - 1  |
| Club Atlético Boca Juniors T | 5 - 2         | Club de Fútbol Atlas     | 2 - 2 | 3 - 0  |
| São Paulo Futebol Clube      | 2 - 3         | Fluminense Football Club | 1 - 0 | 1 - 3  |

### Demi-finales
| Équipe 1                    | Résultat | Équipe 2                 | Aller | Retour |
| --------------------------- | -------- | ------------------------ | ----- | ------ |
| Club América                | 1 - 1e   | LDU Quito                | 1 - 1 | 0 - 0  |
| Club Atlético Boca JuniorsT | 3 - 5    | Fluminense Football Club | 2 - 2 | 1 - 3  |

### Finale
| 25 juin 2008 | LDU Quito                                          | 4 - 2 | Fluminense Football Club | La Casa Blanca, Quito                           |                                                 |
|              | Bieler 2e · Guerrón 28e · Campos 34e · Urrutia 45e |       | 11e Conca · 52e Neves    | Spectateurs : 42 000 Arbitrage : Carlos Chandía | Spectateurs : 42 000 Arbitrage : Carlos Chandía |

| 2 juillet 2008                             | Fluminense Football Club | 3 - 1 ap                           | LDU Quito  | Stade Maracanã, Rio de Janeiro                   |                                                  |
|                                            | Neves 12e, 28e, 58e      |                                    | 6e Bolaños | Spectateurs : 86 027 Arbitrage : Héctor Baldassi | Spectateurs : 86 027 Arbitrage : Héctor Baldassi |
| Conca · Neves · Cicero Santos · Washington | Tirs au but 1-3          | Urrutia · Campos · Salas · Guerrón |            | Spectateurs : 86 027 Arbitrage : Héctor Baldassi | Spectateurs : 86 027 Arbitrage : Héctor Baldassi |

| Vainqueur de la Copa Libertadores 2008              |
| --------------------------------------------------- |
| Liga Deportiva Universitaria de Quito Premier titre |